# Okręg wyborczy Stirling
Okręg wyborczy Stirling powstał w 1983 r. i wysyłał do brytyjskiej Izby Gmin jednego deputowanego. Został zlikwidowany w 2024. Okręg obejmował miasto Stirling i okolice.

## Deputowani do brytyjskiej Izby Gmin z okręgu Stirling
- 1983–1997: Michael Forsyth, Partia Konserwatywna
- 1997–2015: Anne McGuire(inne języki), Partia Pracy
- 2015–2017: Steven Paterson(inne języki), Szkocka Partia Narodowa
- 2017–2019: Stephen Kerr(inne języki), Partia Konserwatywna
- 2019–2024: Alyn Smith, Szkocka Partia Narodowa